# Hexenfinder
Als Hexenfinder oder Hexenkenner wurde eine Person bezeichnet, die vorgab, Hexen zu erkennen. Dies konnte nach reinem Augenschein, aber auch mit Hilfe magischer Mittel wie zum Beispiel der Wahrsagerei oder unter Zuhilfenahme von Hexenproben wie der Wasser- oder Nadelprobe geschehen.
Gelegentlich wurde als Bezeichnung einer solchen Person auch das Wort Hexenmeister verwandt.

## Berichte über Hexenkenner und Hexenfinder

### Deutschland
Die Verwendung des Wortes Hexenkenner ist in Deutschland für das 17. Jahrhundert bezeugt. So heißt es in einem Gerichtstext aus Westpreußen: „Im Jahre 1652 unterstützte der Danziger Rat das Schöffengericht in Baldenburg in einem Prozeß gegen mehrere Hexen durch Sendung eines Hexenkenners.“ 1499 ließen Graf Gumprecht I. von Neuenahr-Alpen als Landesherr von Linnep und Wilhelm von Hammerstein, Richter in Ratingen und Angermund, durch den offenbar fachkundigen „Meister“ Conrad Steinbrecher aus Alpen einige Frauen überprüfen, die der Zauberei bezichtigt worden waren und in jülich-bergischer Haft saßen. Meister Steinbrecher hielt die „besagten“ Frauen für unschuldig.
Aus dem Ende des 16. Jahrhunderts stammt ein Bericht der Werdenfelser Hexenverfolgungen, bei denen der Scharfrichter der Stadt Schongau als Hexenfinder eingesetzt wurde und drei Frauen als Hexen identifizierte. Der in den Werdenfelser Prozessen tätige Richter Kaspar Poißl zu Atzenzell beschreibt den Scharfrichter mit den Worten, er könne „solche zauberische Personen außerhalb der Tortur auf den Augenschein notdürftig erkenne[n]“ – er sah es ihnen also an – und „daß er sich des Werkes schon zu Schongau unternommen und aus fürstlichem Befehl dort bereits Hexen hinweggerichtet habe“. Zusätzlich zu diesem Scharfrichter wurden für die Prozesse später noch „ein in Hexensachen erfahrener Mann“ aus Biberach und „der von Hall in Tirol“ berufen. Aufgrund ihrer Tätigkeit wurden zwischen den Jahren 1590 und 1591 50 Frauen verbrannt und der Ehemann einer der Frauen gerädert.

### England

#### Matthew Hopkins

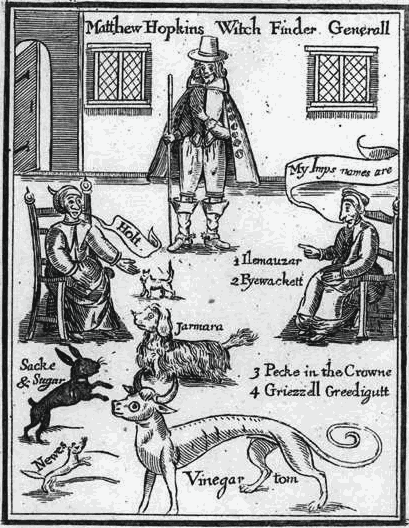
Während einer Hexenbefragung identifiziert eine Hexe ihre Schutzgeister (Titelbild der Schrift The Discovery of Witches (1647) von Matthew Hopkins)

In Essex und East Anglia in England war Matthew Hopkins (1621–1647) als Hexenfinder tätig; er bezeichnete sich selbst als Witch Finder General. Zunächst arbeitete er recht erfolglos als Anwalt, begann aber im Jahr 1645 für seine Dienste als Hexenfinder zu werben. Sein erstes Opfer war Elizabeth Clarke. Hopkins hielt nach Dämonen, Hexenmalen und nach „Schutzgeistern“ (englisch familiars) der Hexen Ausschau. Als familiars wurden Tiere wie zum Beispiel Hunde, Katzen, Krähen oder Kröten angesehen. Er arbeitete mit zwei Gehilfen, John Stearne und Mary Phillips, die die verdächtigten Personen nach Hexenmalen untersuchten. Bei seinen Untersuchungen wandte er vorzugsweise die Wasser-, aber auch die Nadelprobe an. Hatte er eine Hexe identifiziert, wurde diese auf einem Stuhl oder Tisch gefesselt und beobachtet, ob Teufel, Dämonen oder Schutzgeister sich zeigten.
Schon seit seiner ersten Untersuchung regte sich Unmut, weil man über seine Entlohnung in Höhe von 40 Schilling pro Untersuchung und einer Extrazahlung pro Verurteilung beunruhigt war. So publizierte im Jahr 1646 der Geistliche John Gaule ein Buch, in dem er sich kritisch zu den Grausamkeiten der Hexenverfolgungen und speziell den Praktiken von Hopkins äußerte. Als Antwort veröffentlichte Hopkins im Jahr 1647 ein Traktat, in dem er beteuerte, es gehe ihm nur um die Vernichtung des Bösen, keinesfalls aber um den finanziellen Aspekt seiner Tätigkeiten. Der Protagonist des britischen Horrorfilms Der Hexenjäger von 1968 trägt seinen Namen.

#### Anonymus
Auf eine in den Gemeinderatsakten erwähnte Petition vom 26. März 1649 aus Newcastle geht die Verpflichtung eines Mannes aus Schottland zurück, der vorgab, Hexen mit Hilfe der Nadelprobe identifizieren zu können. Pro verurteilter Person verlangte er 20 Schillinge. Infolge seiner Untersuchungen wurden 15 Frauen und ein Mann in Newcastle als der Hexerei schuldig befunden und hingerichtet. Nach den Prozessen reiste dieser Mann nach Northumberland, wo er weitere Frauen als Hexen identifizierte. Doch es regten sich Zweifel an seinen Fähigkeiten, so dass er nach seiner Flucht nach Schottland dort verhaftet und vor Gericht gestellt wurde. Er wurde nach seinem Geständnis, über 220 Frauen als Hexen identifiziert zu haben, als Betrüger zum Tod am Galgen verurteilt.